# Наташа Петрович
Наташа Петрович (мак. Наташа Петровиќ; 31 серпня 1988, Штип, СФРЮ) — македонська акторка театру і кіно. Закінчила Університет св. Кирила і Мефодія (факультет драматичного мистецтва).

## Вибіркова фільмографія
- Тіні (2007)
- Свідок (2015)

## Театр

### Ролі в театрі
- Мізантроп (роль: Селімена) (2011)[1]
- Звук кісток, які хрустять (роль: Елікіа) (2011)

## Нагороди та номінації
| Нагорода                                      | Рік  | Категорія                          | Фільм            | Результат |
| --------------------------------------------- | ---- | ---------------------------------- | ---------------- | --------- |
| Shooting Stars Award                          | 2011 | Падаюча зірка                      | —                | Перемога  |
| Премія Ірландської кіноакадемії               | 2011 | Найкраща іноземна акторка          | Це схоже на мене | Номінація |
| Премія Міланського міжнародного кінофестивалю | 2011 | Найкраща жіноча роль               | Це схоже на мене | Номінація |
| Премія Сієтлського міжнародного кінофестивалю | 2011 | Найкраща акторка                   | Це схоже на мене | Перемога  |
| Премія Мостарського кінофестивалю             | 2016 | Найкраща жіноча роль другого плану |                  | Перемога  |